# Коллизионное право
Коллизионное право — совокупность норм международного частного права, помогающих разрешить противоречия (коллизии), возникающие между теми или иными правовыми системами (национальными, международными) по одному и тому же предмету регулирования.
Наименьшая структурная единица коллизионного права — коллизионная норма, то есть норма, определяющая, право какого государства должно быть применено к соответствующему правоотношению. Таким образом, она не решает возникшее противоречие (коллизию) по существу, а лишь указывает, право какого государства подлежит применению в данном конкретном случае (закон места заключения сделки, места нахождения имущества, и т. д.)
Поскольку коллизионные нормы носят лишь отсылочный характер, то есть направляют к нормам соответствующего правопорядка, то действие коллизионной нормы возможно лишь в единстве с материально-правовыми нормами, к которым она непосредственно отсылает участников правоотношений. К таким материально-правовым нормам относят: международные договоры, национальное законодательство, регламентирующие отношения по существу.
Таким образом, коллизионная норма выступает связующим звеном, между различными источниками международного частного права. В результате такой связи образуется комплекс норм (коллизионное право), с помощью которого возможна регламентация частноправового отношения, осложнённого иностранным элементом.
Сама коллизионная норма состоит из двух элементов: объёма (то есть общественного отношения, подлежащего правовому регулированию) и привязки (отсылки к применяемому праву). Так, например в ст. 1205 ГК РФ объёмом будут отношения, связанные с правом собственности и иными вещными правами на недвижимое и движимое имущество, а привязкой — место нахождения имущества
Отсылка национальных коллизионных норм к праву иностранного государства отсылает именно к материальным, а не коллизионным нормам, во избежание возникновения ситуации, называемой обратная отсылка.
Отсылка к процессуальным нормам не допускается, спор рассматривается по процессуальным законам того государства, в котором происходит его рассмотрение

## История
Первым прообразом коллизионного права принято считать пометки (глоссы) итальянских священников-монахов Бартола и Бальда, которые они делали на полях Кодекса Юстиниана. С помощью данных пометок они фиксировали своё понимание решений проблемы выбора применимого к международным частным отношениям права. Бартол и Бальд стали также основоположниками теории статутов, которая подразумевала деление всех отношений и регламентирующих их норм по видам, для каждого из которых предусматривался особый способ разрешения коллизий. Так, к одним отношениям применялся «закон места заключения сделки», к другим «личный закон», «закон места жительства» и т. д.

## Типы коллизионных привязок
1. Личный закон (lex personalis) — делится на закон гражданства (lex patriae), который подразумевает применение права того государства, гражданином которого является участник правоотношения и закон местожительства (lex domicilii), означающий применение права того государства, на территории которого участник правоотношения постоянно или преимущественно проживает;
2. Личный закон для юридического лица или Закон национальности (lex socetatis). Существует три типа привязок для определения статуса юридических лиц: 
  1. 1) принцип инкорпорации — по месту учреждения или регистрации его устава (используется в России, Великобритании);
  2. 2) по месту нахождения административного или управляющего центра (Германия, Франция);
  3. 3) по месту деятельности (Италия). Также иногда в качестве самостоятельного типа выделяют теорию контроля, то есть привязку, согласно которой при определении национальной принадлежности юридического лица следует исходить из фактической принадлежности уставного капитала;
3. Закон наиболее тесной связи (proper law) — применение права государства, с которым наиболее тесно связано правоотношение;
4. Закон места нахождения вещи (lex rei sitae) — применение права государства, на территории которого находится вещь
  1.  для недвижимого имущества — непосредственное место нахождения вещи, а также место регистрации
  2.  для движимого имущества — по личному статусу владельца движимого имущества либо по месту приписки (домициляции);
5. Закон, избранный сторонами гражданского правоотношения (lex voluntatis) — применяется право, которое выбрали стороны правоотношения. В ряде случаев может быть ограничен принципом локализации (стороны могут выбрать только то право, которое наиболее тесно связано с заключаемой сделкой);
6. Закон страны продавца — при отсутствии явно выраженного волеизъявления сторон о выборе применимого права, необходимо смотреть на то, кто является в сделке кредитором и исходя из этого определять применимое право;
7. Закон места совершения акта (lex loci actus) — применение права государства, на территории которого совершен частноправовой акт. Обычно делится на: закон места совершения договора, закон места исполнения договора, закон места совершения брака, закон места причинения вреда;
8. Закон места работы (lex loci laboris) — применяется право страны, в которой непосредственно осуществляется трудовая деятельность;
9. Закон флага (lex flagi) — применяется право государства, под флагом которого в конкретный момент находится судно;
10. Закон суда (lex fori) — к судебным спорам применяется закон того государства, в котором он рассматривается;
11. Закон валюты долга — заключение договора в определённой валюте подчиняет сделку в части вопросов, связанных с валютой (штрафы, пени и т.д.), правопорядку государства, которому принадлежит валюта.